# Fazal Ilahi Chaudhry
Fazal Ilahi Chaudhry (1 tháng 1 năm 1904 – 2 tháng 6 năm 1982) là Tổng thống thứ năm của Pakistan, từ năm 1973 đến năm 1978.